# NGC 2493
NGC 2493 је спирална галаксија у сазвежђу Рис која се налази на NGC листи објеката дубоког неба.
Деклинација објекта је + 39° 49' 51" а ректасцензија 8h 0m 23,8s. Привидна величина (магнитуда) објекта NGC 2493 износи 12,0 а фотографска магнитуда 13,0. NGC 2493 је још познат и под ознакама UGC 4150, MCG 7-17-7, CGCG 207-14, PGC 22447.